# Халид Эйса
Халид Эйса Мохаммед Биляль Саид (араб. خالد عيسى محمد بلال سعيد‎; род. 15 сентября 1989, Дубай) — эмиратский футболист, вратарь. В настоящее время выступает за «Аль-Айн».

## Карьера
Родился 15 сентября 1989 года. Воспитанник футбольной школы клуба «Аль-Джазира». Взрослую карьеру начал в 2010 году в основной команде того же клуба, в которой провел три сезона, приняв участие в 15 матчах чемпионата и так и не став основным голкипером команды.
В «Аль-Айн» перешёл в 2013 году и сразу стал основным вратарём. В сезоне 2017/18 стал соавтором «золотого дубля» — его команда выиграла чемпионат ОАЭ и Кубок Президента. Как действующий чемпион ОАЭ «Аль-Айн» на правах команды-хозяина стал участником Клубного чемпионата мира 2018, где неожиданно вышел в финал, где, впрочем, не смог навязать борьбу представителю Европы, мадридскому «Реалу».
В 2012 году защищал цвета сборной ОАЭ на Олимпийских играх 2012 года в Лондоне.
2011 года дебютировал в официальных матчах в составе национальной сборной ОАЭ, с которой был участником кубка Азии по футболу 2015 года в Австралии, где защищал ворота своей команды лишь в одной игре — матче за третье место против сборной Ирака. Этот матч его команда выиграла и стала бронзовым призёром континентального первенства.
Через четыре года был включен в заявку эмиратцев на домашней для них Кубок Азии 2019 года.